# Tarenna rhypalostigma
Tarenna rhypalostigma är en måreväxtart som först beskrevs av Rudolf Schlechter, och fick sitt nu gällande namn av Cornelis Eliza Bertus Bremekamp. Tarenna rhypalostigma ingår i släktet Tarenna och familjen måreväxter.
Artens utbredningsområde är Nya Kaledonien. Inga underarter finns listade i Catalogue of Life.